# Wernberg-Köblitz
Wernberg-Köblitz è un comune tedesco di 5 780 abitanti, situato nel land della Baviera.